# Битка на Муратовици
Муратовица је теснац на путу Гацко-Горанско-Никшић где су херцеговачки устаници, у бојевима 10-11. новембра 1875. и почетком марта 1876. поразили надмоћније и боље наоружане турске снаге током босанско-херцеговачког устанка (1875-1878).

## Прва битка на Муратовици

### Позадина
Устанак у Херцеговини, познат у историји као Невесињска пушка, почео је истоименом битком 9. јула 1875. и убрзо је захватио сва села око Невесиња, Билеће и Стоца, а почетком августа и област око Гацка и гранични појас према Црној Гори. Устаничке чете (50-300 људи) и одреди (500-1.000 људи) нападали су и палили беговске куле и пограничне карауле, док су се турске снаге у Херцеговини, укупно 1.800 низама и нешто башибозука под командом Селим-паше, раздељене по гарнизонима у градовима и караулама, ограничиле на одбрану. У јулу и августу устаници су попалили скоро све карауле на путевима и важнијим раскрсницама Невесињског и Гатачког среза, заузели Невесиње (29. августа) и блокирали Требиње (од 5. до 30. августа). 20. августа устаницима су стигли у помоћ црногорски добровољци под командом Пека Павловића, док су Турцима пристигла појачања из Босне (око 4.000 низама) и морем из Турске.
Крајем августа, турске снаге у Херцеговини, с пристиглим појачањима, бројале су око 15.000 људи и 48 топова, а устаничке око 10.000 људи. Бројно слабије и без довољно оружја и муниције, устаничке снаге су, углавном, сачекивале турске јединице у заседама или их нападале из позадине. 30. септембра устаници су у бици код Прапратнице потукли турска појачања из Цариграда, која су морем стигла у Клек и покушала да се пробију у Столац.
У септембру су устаници блокирали турске посаде у Никшићу, Невесињу, Горанском, Гацку и Билећи. У октобру су устаници освојили 49 караула само у простору Гацка, Голије и Бањана, а држањем кланца Дуге контролисали су комуникацију Гацко-Никшић. Због таквог развоја ситуације, Турци су убрзано довлачили појачања, а крајем октобра у Херцеговину је стигао и нови турски командант, Реуф-паша.

### Битка
9. новембра 1875. кренуо је из Гацка Шевкет-паша са 10 батаљона пешадије (око 5.000 војника) и 6 топова да ослободи тврђавицу Горанско коју су блокирали устаници. Правовремено обавештени о покрету Турака, устаници су задржали слабије снаге у блокади тврђаве, а главнину (око 4.000 људи) поделили у две групе. Јача група устаника, под Лазаром Сочицом, Пеком Павловићем и Богданом Зимоњићем посела је пошумљене висове теснаца Пресјеке (око 4 км северозападно од Горанског) и део висоравни Гласовита и Модра, а слабија група под Максимом Баћовићем посела је северне висове теснаца Муратовица.
Кад су турски предњи делови 10. новембра ушли у муратовички теснац, устаници су их обасули изненадном и снажном блиском ватром и изазвали панику која се убрзо пренела на целу колону. У том тренутку у леви бок напао их је Баћовићев одред, а одмах затим општим јуришем приморани су на повлачење у нереду.
Сутрадан, устаници су наступали према положајима на вису Гласовита, који су Турци ноћу посели, али су наишли само на слабију заштитницу која се одмах повукла. У гоњењу, устаници су задржани код Липника.

### Последице
Турци су имали око 800 погинулих и рањених и 25 заробљених, а устаници 50 погинулих и 96 рањених.

## Друга битка на Муратовици
Почетком марта 1876. црногорски одреди под Лазаром Сочицом и Пеком Павловићем сачекали су у заседи на Муратовици (код села Смријечна) турске јединице на путу из Горанског у Гацко и изненадном ватром и јуришем растројили их и гонили до села Липника. Турски батаљон упућен из Гацка ради прихватања тих снага такође је разбијен, уз веће губитке, а заплењено је 1.300 пушака, 2 топа и већа количина муниције и ратне опреме.